# Polygonatum punctatum
Polygonatum punctatum là một loài thực vật có hoa trong họ Măng tây. Loài này được Royle ex Kunth miêu tả khoa học đầu tiên năm 1850.